# Ахали-Марабда
Ахали-Марабда (груз. ახალი მარაბდა) — село в Грузии, на территории Тетрицкаройского муниципалитета края (мхаре) Квемо-Картли.

## География
Село находится в юго-восточной части Грузии, на левом берегу реки Алгети, на расстоянии приблизительно 23 километров (по прямой) к востоку от города Тетри-Цкаро, административного центра муниципалитета. Абсолютная высота — 533 метра над уровнем моря.

## Население
По результатам официальной переписи населения 2014 года в Ахали-Марабде проживало 173 человека (82 мужчины и 91 женщина). В национальной структуре населения грузины составляли 96,5 %, азербайджанцы — 3,5 %.
| Год  | Население, человек |
| ---- | ------------------ |
| 2002 | 169                |
| 2014 | ↗ 173              |